# Austin 1800
Unter der Modellbezeichnung Austin 1800 verkauften der britische Automobilhersteller British Motor Corporation (BMC) und seine Nachfolger British Motor Holdings (BMH) sowie British Leyland Motor Corporation (BLMC) von 1964 bis 1975 zwei verschiedene Generationen einer viertürigen Mittelklasselimousine, die von einem 1,8 Liter großen Vierzylindermotor angetrieben wurde. Eine mit einem 2,2-Liter-Sechszylindermotor ausgestattete Variante hatte in beiden Generationen die Bezeichnung Austin 2200. Parallel zu den beiden Austin-Modellen bot der Hersteller die technisch und stilistisch identischen Versionen Morris 1800 und Morris 2200 an. Stilistisch verfremdete Versionen fanden sich schließlich unter der ebenfalls zum BMC-Konzern gehörenden Marke Wolseley.

## Erste Generation: The Landcrab
Austins Version des ADO17 ergänzte 1964 das Sortiment, löste aber den Austin A60 Cambridge (ADO38) nicht ab, eine 1959 vorgestellte viertürige Stufenhecklimousine mit Pininfarina-Karosserie und vorn längs eingebautem Vierzylindermotor. Der neue ADO17 gehörte mit Frontantrieb und quer eingebautem Motor zu den fortschrittlichsten Mitteklassemodellen seiner Zeit. Er wurde aufgrund seiner stilistischen Eigenwilligkeit im englischen Sprachraum als Landcrab (Landkrabbe) verspottet und der Verkaufserfolg entsprach nicht den Erwartungen.
Die erste Generation des Austin 1800 war Mitglied und Ausgangsmodell der BMC ADO17-Familie. Der Austin 1800 war nur als viertürige Limousine mit einem (angedeuteten) Stufenheck erhältlich. BMC fertigte drei Serien des Austin 1800, die sich in erster Linie durch Modifikationen im Bereich der Motorisierung voneinander unterschieden. Ein Schwestermodell war als Austin 2200 mit 2,2 Liter großem Reihensechszylindermotor erhältlich.

## Zweite Generation: The Wedge
Die zweite Generation des Austin 1800 war ein Mitglied der Baureihe BMC ADO71. Sie wurde unter dieser Bezeichnung nur von März bis September 1975 angeboten.
Die ersten Überlegungen zu einem neuen Mittelklassemodell gingen auf das Jahr 1975 zurück. Aufgrund der Erfahrungen mit dem ADO17 entschied sich die Unternehmensleitung zu einer Positionierung des neuen Modells in einem geringfügig höheren Marktsegment, sodass es mit dem Vauxhall Victor (dem britische Parallelmodell des Opel Rekord), dem Peugeot 504 oder dem Ford Granada konkurrierte. Unter Beibehaltung des Antriebskonzepts des ADO17 gestaltete Harris Mann eine völlig neue, betont keilförmige Karosserie, die für den Beinamen The Wedge (der Keil) verantwortlich war. The Wedge war eine viertürige Schräghecklimousine. Wie schon das Vorgängermodell, hatte es keine große Heckklappe, sondern nur einen kleinen Kofferraumdeckel, der unterhalb der Heckscheibe angeschlagen war. Die Motoren für The Wedge übernahm BLMC von den Vorgängermodellen, das heißt, es war wieder ein 1,8 Liter großer Vierzylinder- und ein 2,2 Liter großer Sechszylindermotor erhältlich.
Zunächst folgte BLMC erneut dem Konzept des Badge Engineering, sodass das neue, im März 1975 vorgestellte Mittelklassemodell als Austin, als Morris und als Wolseley angeboten wurde. Die Austin- und die Morris-Versionen erhielten wiederum die Modellbezeichnungen 1800 und 2200; stilistische Abweichungen gab es nur im Bereich des Kühlergrills und der Leuchteinheiten.
Nachdem BLMC allerdings die bis dahin getrennten Händlernetze von Austin und Morris im Sommer 1975 zusammengefasst hatte, wurden eigenständige Modelle für diese Marken überflüssig. Im September 1975 wurden daher der Verkauf des Austin 1800 und  2200 sowie die baugleichen Morris-Modelle eingestellt. Ab Oktober 1975 wurden die Fahrzeuge einheitlich unter der neu eingeführten Marke Princess verkauft. Der Princess entsprach stilistisch dem bisherigen Austin 1800.
Der Princess sowie sein im Wesentlichen baugleicher Nachfolger Princess 2 blieb bis 1981 im Programm. Der Nachfolger mit überarbeiteter Karosserie, erschien wieder unter der Marke Austin und trug die Modellbezeichnung Ambassador. Er wurde nur zwei Jahre lang produziert.